# 아이라 D. 생키

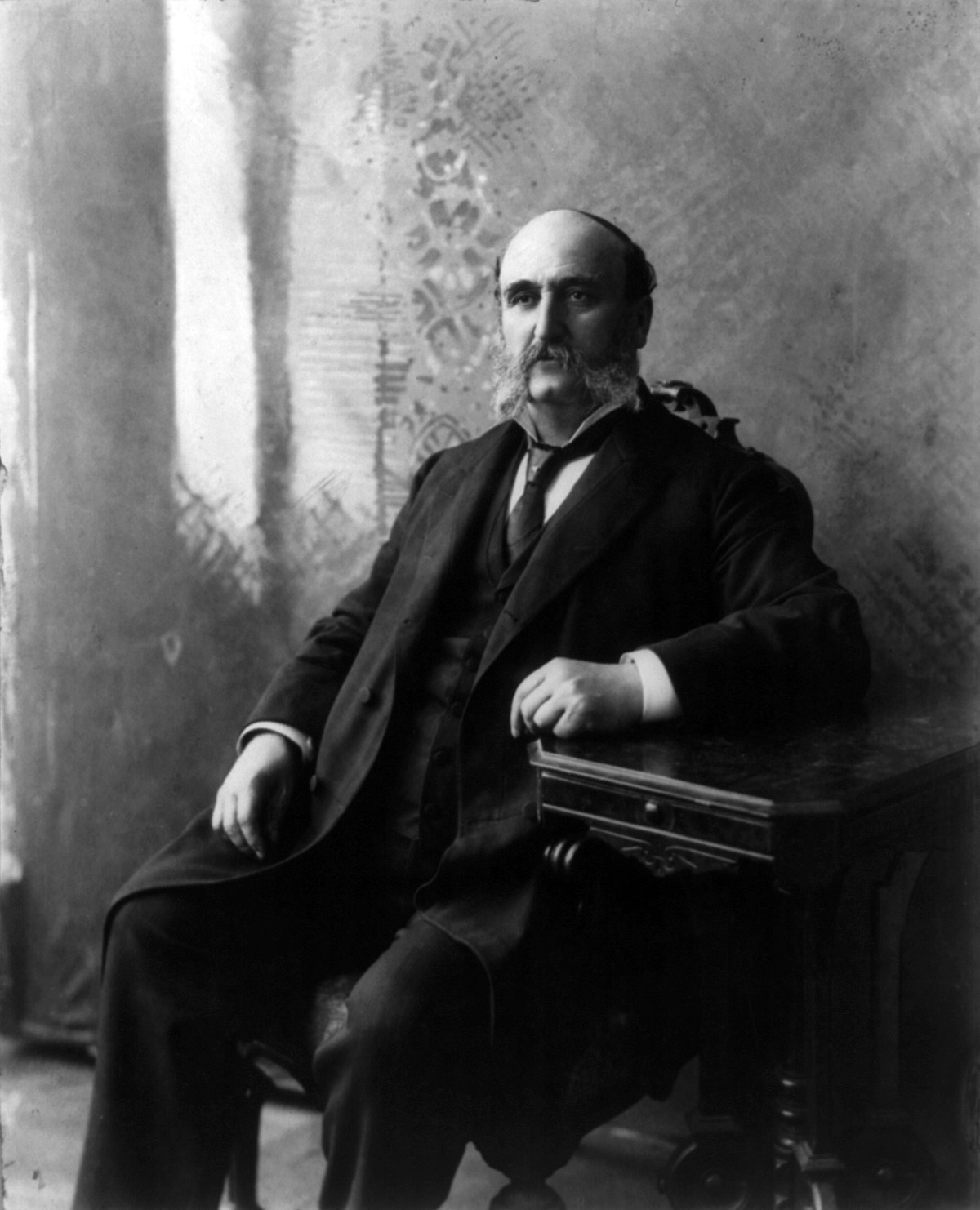
아이라 D. 생키

아이라 데이비드 생키(Ira David Sankey, 1840년 8월 28일 - 1908년 8월 13일)는 미국의 복음성가 가수이며 작곡자이다. D. L. 무디와 깊은 연관이 있는 인물이다. 19세기 후반에 미국과 영국에 있었던 부흥운동의 핵심 인물 가운데 하나이다. 그가 지은 복음성가 곡들은 부흥집회 때 대중들에게 많이 불렸으며 20세기에 이르기까지 세계 여러 곳에 번역이 되어 널리 알려졌다.

## 생애
펜실베이니아주 에딘버그에서 태어났으며 부친인 데이비드 생키와 모친인 메리 리퍼 생키의 9남매 중 한 명으로 자랐다. 부친은 영국출신이고, 모친은 스코틀랜드와 아일랜드의 혼합이다. 부친인 데이비드 생키는 은행원이었고, 전직 주 상원이었으며, 감리교회의 평신도 설교자였다. 젊은 소년때 아이라는 부모가 좋아하는 찬송을 매우 잘 불렀고, 저녁마다 찬송가를 부르며 시간을 보냈다. 8살 때는 주일학교를 다니기 시작하였다.
16살 때, 아이라는 킹스 채플 교회에서 있었던 부흥집회에서 종교적 체험을 경험하였다. 1년 뒤, 뉴캐슬로 이사를 와서, 아이라는 근처에 있는 감리 성공회 교회에 회원으로 가입을 하였다. 그의 열정과 재능이 급속히 알려지게 되었고, 주일학교의 감독과 성가대 감독으로 선정이 되었다.
1861년에, 미국 남북 전쟁의 초기에, 생키는 에이브러햄 링컨의 자원입대에 응답하였고, 펜실베니아 12 기동대에 가입을 하였다. 군대에서 그는 종교적인 가수 활동을 계속하였고, 성가대를 만들었고, 군목으로 섬겼다.

## 작곡한 찬송들
- 구원으로 인도하는 (원곡명: Tell me the story of Jesus, 작사가 : 패니 크로스비 )
- 양 아흔 아홉 마리는 (원곡명: The Ninety and Nine, 작사가: 엘리자베스 클레페인)
- 내 진정 사모하는 (원곡명: The Lily of the Valley, 작사가: C.W. 프라이)
- 십자가 그늘 밑에 (원곡명: Beneath the cross of Jesus, 작사가: 엘리자베스 클레페인)
- 나 위하여 십자가의 (원곡명: How can I keep from, 작사가: R. 로우리)